# Oleksiy Chovkounenko
Oleksiy Oleksiïovitch Chovkounenko (en ukrainien : Олексій Олексійович Шовкуненко ; né le 21 mars 1884 à Kherson - mort le 12 mars 1974 à Kiev) est un peintre et professeur de peinture ukrainien membre de l'Académie russe des beaux-arts. Décoré de la médaille d'or à l'Exposition universelle de 1937 à Paris et de la grande médaille d'argent à l'Exposition universelle de 1958 de Bruxelles. Récipiendaire de l'ordre de Lénine et des trois ordres du Drapeau rouge du Travail.

## Biographie
Oleksiy Chovkounenko naît à Kherson dans le gouvernement de Kherson, en 1884.
Il intègre l'école de dessin d'Odessa où parmi ses professeurs se trouve Kyriak Kostandi. Diplômé en 1908, il poursuit sa formation à l'Académie impériale des beaux-arts de Saint-Pétersbourg jusqu'en 1917.
Il participe à des expositions de la Société des Artistes russes du sud de 1913 à 1919, puis est membre de la Société des Artistes Kostandi de 1924 à 1929. Professeur, il enseigne à Odessa de 1926 à 1935, puis à l'Institut d'État des beaux-arts de Kiev de 1936 à 1963.
En 1947, il devient membre de l'Académie russe des beaux-arts. En 1970, il reçoit le prix d'État Taras Chevtchenko de la RSS d'Ukraine. En 1981 sa veuve offrait des œuvres d'Oleksiy au Musée d'art de Kherson pour y ouvrir une salle d'exposition.
Il est enterré au cimetière Baïkov, à Kiev.

## Œuvres
Chovkounenko a peint de nombreux portraits, notamment de figures du monde culturel ukrainien tels que Pavlo Tytchyna, Mykola Lyssenko ou Alexandre Bogomolets. Il a également réalisé des paysages d'Ukraine et de Moscou, dont des paysages industriels tels que sa série sur le chantier naval d'Odessa (1925 - 1935) ou la Construction du DniproHES en 1931.